# NK Hrvatski Dragovoljac
Nogometni klub Hrvatski Dragovoljac, förkortat NK Hrvatski Dragovoljac, är en kroatisk fotbollsklubb från Zagreb som grundades 1975 under namnet NK Trnsko 75.

## Färger
NK Hrvatski Dragovoljac spelar i svart och blå trikåer, bortastället är vit.
| NK Hrvatski Dragovoljac | NK Hrvatski Dragovoljac |

### Dräktsponsor
- 20??–nutid Macron

### Trikåer
| 2016/17 · (Hemmakit) | 2018/19 · (Hemmakit) | 2021/22 · Hemmakit |

## Placering tidigare säsonger
| Säsong    | Nivå | Liga     | Placering | Referens | Notering               |
| --------- | ---- | -------- | --------- | -------- | ---------------------- |
| 2013/2014 | 1    | Prva HNL | 10        | [ 2 ]    | Nedflyttad till 2. HNL |
|           |      |          |           |          |                        |
| 2014/2015 | 2    | 2. HNL   | 10        | [ 3 ]    |                        |
| 2015/2016 | 2    | 2. HNL   | 10        | [ 4 ]    |                        |
| 2016/2017 | 2    | 2. HNL   | 10        | [ 5 ]    |                        |
| 2017/2018 | 2    | 2. HNL   | 9         | [ 6 ]    |                        |
| 2018/2019 | 2    | 2. HNL   | 11        | [ 7 ]    |                        |
| 2019/2020 | 2    | 2. HNL   | X         | [ 8 ]    |                        |
| 2020/2021 | 2    | 2. HNL   | 1         | [ 9 ]    | Uppflyttad till 1. HNL |
|           |      |          |           |          |                        |
| 2021/2022 | 1    | Prva HNL | 10        | [ 10 ]   | Nedflyttad till 2. HNL |
|           |      |          |           |          |                        |
| 2022/2023 | 2    | 1. NL    |           |          |                        |